# Томашполька
Томашполька (укр. Томашпілька) — река на Украине, протекает в Винницкой области. Левый приток Русавы.

## Описание
Бассейн реки расположен в пределах лесостепной зоны. Река протекает по территории Винницкой области.
Длина р. Томашполька — 38 км, площадь водосбора — 281 км².
Русло реки умеренно извилистое, ближе к истоку часто пересыхает. Вода используется для хозяйственных целей. На Томашпольке сооружено много водохранилищ и прудов. Протекает через село Комаргород.